# Mycetobia tibialis
Mycetobia tibialis är en tvåvingeart som beskrevs av Boris Mamaev 1987. Mycetobia tibialis ingår i släktet Mycetobia och familjen fönstermyggor. Inga underarter finns listade i Catalogue of Life.